# Буга, Константин
Константин Буга (нем. Konstantin Buga; род. 17 июня 1985, Атбасар, Целиноградская область) — немецкий боксёр казахстанского происхождения, представитель средней и полусредней весовых категорий. Выступал за национальную сборную Германии по боксу в 2000-х годах, победитель и призёр многих турниров международного значения, участник летних Олимпийских игр в Пекине.

## Биография
Константин Буга родился 17 июня 1985 года в городе Атбасар Акмолинской области Казахской ССР.
Воспитанник казахской школы бокса, в 1996 году вместе с родителями переехал на постоянное жительство в Германию, а в 2002 году получил немецкое гражданство.
Впервые заявил о себе на немецких рингах в 2003 году, когда стал чемпионом Германии среди юниоров, выступил на юниорском Кубке Бранденбурга во Франкфурте-на-Одере и на юниорском чемпионате Европы в Варшаве.
В 2005 году одержал победу на взрослом чемпионате Германии в зачёте полусредней весовой категории, вошёл в основной состав немецкой национальной сборной и побывал на чемпионате мира в Мяньяне, где в 1/16 финала был остановлен представителем Белоруссии Магомедом Нурудиновым.
Начиная с 2006 года выступал в среднем весе, в этом сезоне вновь был лучшим в зачёте немецкого национального первенства, выступил на чемпионате Европы в Пловдиве, стал серебряным призёром на чемпионате Международного совета военного спорта в Варендорфе — в решающем финальном поединке уступил узбеку Эльшоду Расулову.
В 2007 году победил на Кубке химии в Галле, на международном турнире Box-Am в Виго, боксировал на мировом первенстве в Чикаго, где в четвертьфинале был побеждён венесуэльцем Альфонсо Бланко.
Благодаря череде удачных выступлений удостоился права защищать честь страны на летних Олимпийских играх 2008 года в Пекине. Уже в стартовом поединке категории до 75 кг со счётом 7:14 потерпел поражение от эквадорца Карлоса Гонгоры и сразу же выбыл из борьбы за медали.
После пекинской Олимпиады Буга остался в составе боксёрской команды Германии и продолжил принимать участие в крупнейших международных турнирах. Так, в 2009 году он выиграл бронзовую медаль на чемпионате Европейского Союза в Оденсе и выступил на чемпионате мира в Милане, где на стадии четвертьфиналов проиграл узбеку Аббосу Атоеву.
В 2010 году боксировал на европейском первенстве в Москве, остановился в 1/8 финала, проиграв турку Адему Кылыччи.
Впоследствии ещё в течение многих лет оставался действующим боксёром, однако в основной состав сборной больше не попадал и сколько-нибудь значимых результатов на международной арене не показывал.